# Одуванчик белоязычковый
Одуванчик белоязычковый, или Одуванчик турьемысский (лат. Taraxacum leucoglossum) — вид цветковых растений семейства Астровые (Asteraceae). Редкий эндемик Кольского полуострова, произрастающий исключительно на Кандалакшском берегу.
Встречается на скалах прибрежной полосы Турьего мыса. Впервые описан из устья реки Умбы.
Ареал частично лежит на территории Кандалакшского заповедника.
В 2022 году Банк России выпустил цветную серебряную памятную монету номиналом 2 рубля серии «Красная книга», посвящённую одуванчику белоязычковому.

## Ботаническое описание
Соцветия-корзинки с жёлтыми цветками в центре, которые окружены язычковыми цветками белого цвета (отсюда название растения). Листочки обвёртки зелёные, аналогичные имеющимся у обычного для средней полосы России одуванчика лекарственного.